# Rhyssella speciosa
Rhyssella speciosa är en stekelart som beskrevs av Wang och Hu 1992. Rhyssella speciosa ingår i släktet Rhyssella och familjen brokparasitsteklar. Inga underarter finns listade i Catalogue of Life.